# God (chanson)
Pour les articles homonymes, voir God.
Pistes de John Lennon/Plastic Ono Band
Look At Me My Mummy's Dead
God est une chanson de John Lennon parue en décembre 1970 sur son premier album studio enregistré en solo John Lennon/Plastic Ono Band. 

## Historique
L'album Plastic Ono Band est écrit par Lennon à la suite de sa thérapie avec Arthur Janov, qui le pousse à s'interroger sur lui-même à travers la technique dite du cri primal. Dans la foulée de cette thérapie, Lennon composera les onze chansons de l'album, très personnelles et introspectives.
Avec God, il revient, après un constat polémique (« Dieu est un concept par lequel nous mesurons notre douleur ») sur une laconique liste de ce en quoi il ne croit pas ou qu'il a cessé de croire; de Jésus Christ, Hitler, Elvis, et même pour finir, The Beatles, avant de conclure qu'il ne croit « qu'en Yoko et lui ». Il referme finalement le journal des années 1960 en déclarant que « le rêve est terminé » (« The dream is over »).
Comme un écho à la polémique sur les propos de Lennon au sujet de Jésus qui avait éclaté quatre ans plus tôt, la chanson dérange pour son thème religieux. Elle n'en devient pas moins une des plus connues de l'artiste, et fait l'objet de plusieurs reprises. Le groupe rock irlandais U2 publie en 1988 une chanson intitulée God Part II sur l'album Rattle and Hum qui se veut une suite à celle-ci.

## Personnel
- John Lennon – chant, piano de bastringue
- Billy Preston – piano à queue
- Klaus Voormann – basse
- Ringo Starr – batterie